# 경남지방병무청
경남지방병무청(慶南地方兵務廳, Gyeongnam Regional Military Manpower Administration)은 경상남도 지역의 징집·소집 그 밖에 병무 행정에 관한 사무를 관장하는 대한민국 병무청의 소속기관이다. 2006년 1월 26일 발족하였으며, 경상남도 창원시 성산구 중앙대로250번길 13에 위치하고 있다. 청장은 서기관 또는 기술서기관으로 보한다.

## 연혁
- 1949년 9월: 육군본부 예하 경남지구 병사구사령부로 발족.
- 1962년 10월 31일: 국방부 소속 경상남도병무청으로 개편.[3]
- 1970년 8월 20일: 병무청 소속 경상남도지방병무청으로 개편.[4]
- 1981년 11월 2일: 부산지방병무청에 통합.[5]
- 1991년 2월 21일: 부산지방병무청의 소속기관으로 창원병무지청 설치.[6]
- 1999년 5월 24일: 창원지방병무사무소로 개편.[7]
- 2003년 11월 20일: 경남병무지청으로 개편.[8]
- 2006년 1월 26일: 경남지방병무청으로 승격.[9]
- 2021년 7월 1일: 경남지방병무청 주소가 의창구에서 성산구로 변경

## 관할구역
- 경상남도

## 조직

### 청장
- 운영지원과[10]
- 병역판정검사과[11]
- 현역입영과[12]
- 동원관리과[12]
- 사회복무과[12]
- 고객지원과[13][14]